# 王价 (萬曆進士)
王（1542年—1590年），字藩甫，號弘宇，河南河南府孟津縣人，民籍，明朝政治人物。同進士出身。

## 生平
萬曆元年（1573年）癸酉科河南鄉試第七名，萬曆二年（1574年）甲戌科會試第一百九十名，登三甲第一百四十八名進士。授广平府推官，行取以忤权贵意，陟南刑部主事，升本部员外郎，榷水西门。无何，转郎中。萬曆十四年（1586年）任直隸真定府知府。調大名府，卒于官。寿四十有九。

## 家族
曾祖王智；祖父王鼎；父王繼乾，恩例冠帶。母郭氏；繼母梅氏。具庆下。